# Golfo di Carpentaria
Il golfo di Carpentaria è un ampio mare poco profondo racchiuso su tre lati dalla costa settentrionale dell'Australia e limitato a nord dal mar degli Alfuri, che separa l'Australia dalla Nuova Guinea. Fa parte dell'Oceano Pacifico.
Sulla scala dei temi geologici, è un mare giovane, fino all'ultima era glaciale l'area che occupa era terraferma. Le terre che circondano il golfo sono generalmente pianeggianti e di scarsa altitudine.
Il mare è limitato a ovest dalla Terra di Arnhem, regione all'estremo nord del Territorio del Nord. A est è limitato dalla penisola di Capo York, la regione a sud del capo è parte dello Stato del Queensland è nota come Gulf Country o semplicemente the Gulf ("il Golfo").
Il clima della regione è contraddistinto da due stagioni calde. Una stagione secca che va da aprile a novembre, caratterizzata da venti molto secchi provenienti da est e sud-est generati da sistemi di alta pressione tipici invernali in movimento verso sud. La stagione umida dura da dicembre a marzo e la maggior parte delle piogge dell'anno è concentrata in questi tre mesi, durante questa stagione non è raro che le regioni a minore altitudine subiscano alluvioni.
In molte altre regioni dell'Australia, la presenza di catene montuose parallele alla costa è responsabile di un brusco cambiamento di clima e habitat tra la costa, umida e florida, e l'interno, secco e desertico. Nella regione del Golfo, non essendoci rilievi montuosi rilevanti, tale transizione dall'habitat tropicale della costa a quello desertico delle regioni interne è invece più graduale.
Sul fondo del golfo ci sono i Wonky hole, delle sorgenti sottomarine di acqua dolce.
Il primo esploratore europeo che visitò la regione fu l'olandese Willem Janszoon (scritto anche come Jansz.) nel 1606. Il suo conterraneo Jan Carstenszoon visitò l'area nel 1623 e battezzò il golfo in onore di Pieter de Carpentier, governatore all'epoca delle Indie orientali olandesi. L'area venne successivamente esplorata e cartografata da Matthew Flinders nel 1802 e 1803. Il primo esploratore a giungere nella zona via terra fu il prussiano Ludwig Leichhardt, che l'attraversò nel 1844 e 1845. Fu seguito da Augustus Gregory della North Australian Expedition nel 1856 e quindi Burke e Wills nel 1861 e 1862.

## Isole
Sono situati nel golfo alcuni gruppi di isole maggiori contornate da altre più piccole:
- Groote Eylandt; Bickerton Island; Isole Woodah.
- Arcipelago di Sir Edward Pellew: Vanderlin Island; West Island, South West Island, Centre Island e Barranyi North Island.
- Mornington Island.
- e le piccole isola di Maria e isola di Beatrice.

## Fiumi
All'estremità settentrionale del golfo sfociano i fiumi Roper, Walker e Wilton. I fiumi Cox River, Calvert, Leichhardt, McArthur, Flinders, Norman River e il Gilbert-Einasleigh scorrono nel territorio del golfo. Un certo numero di fiumi scorre dalla Penisola di Capo York nel Golfo, tra i quali Smithburne, Mitchell, Staaten, fiume Mission , Wenlock e Archer.